# کیریندکتیا
کیریندکتیا (به لاتین: Kirindiketiya) یک منطقهٔ مسکونی در سری‌لانکا است که در استان مرکزی (سری‌لانکا) واقع شده‌است.